# ATP Challenger New Haven-2
Der ATP Challenger New Haven (offiziell: New Haven Challenger) war ein Tennisturnier, das von 1986 bis 1992 jährlich in New Haven, Connecticut, stattfand. Es gehörte zur ATP Challenger Tour und wurde im Freien auf Hartplatz gespielt. Brad Pearce ist mit je einem Titel im Einzel und Doppel der einzige mehrfache Sieger des Turniers.

## Liste der Sieger

### Einzel
| Jahr | Sieger            | Finalgegner       | Ergebnis          |
| ---- | ----------------- | ----------------- | ----------------- |
| 1992 | Jimmy Arias       | Brett Steven      | 7:6, 6:2          |
| 1991 | Alex O’Brien      | Stéphane Simian   | 6:4, 6:4          |
| 1990 | nicht ausgetragen | nicht ausgetragen | nicht ausgetragen |
| 1989 | Todd Martin       | Buff Farrow       | 6:3, 6:4          |
| 1988 | Vijay Amritraj    | Zeeshan Ali       | 6:3, 6:1          |
| 1987 | Darren Cahill     | Dan Cassidy       | 6:0, 6:3          |
| 1986 | Brad Pearce       | Ben Testerman     | 1:6, 7:6, 6:0     |

### Doppel
| Jahr | Sieger                            | Finalgegner                 | Ergebnis          |
| ---- | --------------------------------- | --------------------------- | ----------------- |
| 1992 | Todd Nelson Leander Paes          | Jeremy Bates Byron Black    | 7:5, 2:6, 7:6     |
| 1991 | Royce Deppe T. J. Middleton       | Ivan Baron Brian MacPhie    | 6:4, 5:7, 6:4     |
| 1990 | nicht ausgetragen                 | nicht ausgetragen           | nicht ausgetragen |
| 1989 | Brian Garrow Mark Kaplan          | Craig Campbell Miguel Dungo | 6:4, 6:3          |
| 1988 | Jeff Klaparda Peter Palandjian    | Zeeshan Ali Chris Bailey    | 6:2, 7:5          |
| 1987 | Glenn Layendecker Glenn Michibata | Gilad Bloom Brad Pearce     | 3:6, 6:4, 6:2     |
| 1986 | Marc Flur Brad Pearce             | Rick Leach Tim Pawsat       | 6:2, 6:4          |